# Dario Kordić
Dario Kordić (Sarajevo, 14. prosinca 1960.), bosanskohercegovački političar, bivši član predsjedništva Hrvatske Republike Herceg-Bosne (ranije Hrvatske Zajednice Herceg-Bosne) od 1992. do 1995., predsjednik Hrvatske demokratske zajednice Bosne i Hercegovine od 1994. do 1995. godine. 
Bio je jedan od vođa Hrvatske Zajednice Herceg-Bosne u središnjoj Bosni gdje su tijekom bošnjačko-hrvatskog sukoba počinjeni ratni zločini nad Bošnjacima: zbog njegove ga je političke odgovornosti Međunarodni sud za ratne zločine počinjene na području bivše Jugoslavije (MKSJ) osudio na 25 godina zatvora.

## Životopis
Dario Kordić rodio se je 14. prosinca 1960. Potječe iz vrlo religiozne obitelji. Osnovnu školu i gimnaziju završio je u Busovači. 1983. diplomirao je na Fakultetu političkih znanosti u Sarajevu. Bio je novinar, a od 1985. bio je zaposlen u firmi “Vatrostalna” u Busovači.
Jedno vrijeme hrvatski mediji pisali su se o njemu kao jednom od osnivača HDZ-a BiH, no Kordić je u vrijeme osnivanja HDZ-a daleko od te stranke. HDZ-u se približava nakon smjene Davora Perinovića. Velikom brzinom uspinjao se u HDZ-u BiH. Kordić je svoju političku karijeru započeo u Busovači tako što je postao tajnik lokalnog ogranka HDZ-a u rujnu 1990., a predsjednikom postaje 1991. 
Dana 26. kolovoza 1991. HDZ BiH uveo je izvanredno stanje u HDZ BiH zbog srpske agresije i izjavio da će se općinski odbori HDZ-a povezati jedni s drugima u jedinstveni sustav obrane. Postao je predsjednik travničke regionalne zajednice. Dana 18. studenog 1991., jedan je od potpisnika odluke o osnivanju Hrvatske zajednice Herceg-Bosne i njen potpredsjednik. 28. kolovoza 1993. godine, sukladno Owen-Stoltenbergovom planu, koja je predviđala uniju tri republika u BiH, Hrvatska zajednica prerasta u Hrvatsku Republiku Herceg-Bosnu. Dario Kordić je ostao njen potpredsjednik. Godine 1994., postao je predsjednik HDZ-a BiH.
Hrvatska mjesta Busovača, Vitez, Novi Travnik i Nova Bila našla su se u okruženju bošnjačkih snaga i pod oružanom vatrom bošnjačkih vojnika što je potrajalo dvije godine. Iako je omjer snaga bio deset na prema jedan u korist bošnjačke vojske, hrvatski branitelji, naoružani samo lakim naoružanjem, uspijevaju se obraniti. Na samom početku sukoba u srednjoj Bosni, 20. siječnja, Armija BiH je planirala ubiti Darija Kordića, Ignjaca Koštromana i Tihomira Blaškića te tako obezglaviti Hrvate, no u tome nije uspjela. Atentatom se htjelo destabilizirati HVO i HDZ srednje Bosne,tako da se uklone tri glavne osobe u vojnom i civilnom životu.
O malobrojnosti hrvatskih snaga govori i podatak da su na prvu crtu obrane hrvatskih naselja stali i djeca i starci. Nakon saznanja da bošnjačke snage pokušavaju presjeći cestu i samim time prekinuti vezu između općina Busovača i Vitez, hrvatske snage su obranile nekoliko puta preventivnim napadima, tj. aktivnom obranom. Cijelo to vrijeme Dario Kordić, za razliku od nekih drugih hrvatskih političara, s obitelji ostaje u okruženju aktivno sudjelujući u obrani hrvatskog naroda na tim prostorima.
Godine 2009. jednom broju institucija, udruga i najzaslužnijim pojedincima za osnivanje i funkcioniranje Zbornog područja Vitez dodijeljene su plakete, a trojici ratnih zapovjednika, te srednjobosanskom političkom vođi, poslije predsjedniku HDZ-a BiH, Dariju Kordiću, novoutemeljeno priznanje – “Zlatni prsten s grbom ZP-a Vitez”. Na 16. međunarodnom Božićnom turniru HVIDRA Mostar, pobijedila je momčad HVO Srednja Bosna Dario Kordić. Dario je u svom pismu pozdravio prisutne u dvorani i sudionike turnira.

## Suđenje u Haagu
Dana 10. studenoga 1995., tadašnji tužitelj Haškog tribunala Richard Goldstone protiv Kordića i njegovih suradnika podiže optužnicu zbog teškog kršenja međunarodnog prava, odnosno zločina počinjenih nad bošnjačkim stanovništvom u gradovima, selima i zaseocima Lašvanske doline. Prije svega u Ahmićima, gdje je ubijeno preko stotinu žitelja, među kojima starci, žene i djeca. Najmlađoj žrtvi bila su tri mjeseca. Nakon pritisaka međunarodne zajednice, Dario Kordić i još devetorica bosanskohercegovačkih Hrvata optuženih za ranije spomenute zločine (tzv. viteška skupina) predali su se Haškom sudu. Dario Kordić na splitskom aerodromu 6. listopada 1997. pred odlazak u Haag izjavljuje: 
Odlaskom Darija Kordića, predsjednika HDZ-a BiH i Tihomira Blaškića, zapovjednika HVO-a, u Haag, obezglavljeno je hrvatsko političko i vojno vodstvo u BiH. Prvi put se pojavio pred sudom 6. listopada 1997., kada se izjasnio da "nije kriv". Suđenje je započelo 12. travnja 1999., a izvođenje dokaza i izlaganje strana završeno je 15. prosinca 2000.: zasijedalo se 240 dana. Svjedočio je ukupno 241 svjedok, od kojih 122 za tužiteljstvo, 117 za obranu, a dva su svjedočila kao svjedoci suda. Tužiteljstvo je podnijelo 30 transkripata iskaza svjedoka iz drugih predmeta pred Međunarodnim sudom. Obrana je podnijela 53 afidavita i 10 transkripata. Predano je 4665 dokaznih predmeta, od kojih je 2721 predala optužba, a 1643 obrana.
MKSJ navodi da dokazi jasno pokazuju da su na početku bosanski Hrvati i Bošnjaci bili ujedinjeni u borbi protiv njihovog zajedničkog neprijatelja, Srba. Međutim, kad su se njihovi odnosi pogoršali krajem 1992. i početkom 1993., izbile su borbe između Bošnjaka i bosanskih Hrvata. Sukob između HVO-a i ABiH koji je uslijedio preklopio se sa sukobom između bosanskih Hrvata i Bošnjaka s jedne strane, i Srba s druge.
Nadalje, MKSJ je donio sljedeću presudu o sukobu Hrvata i Bošnjaka:
Zbog političke odgovornosti koju je imao u vrijeme pokolja u Ahmićima i Bošnjačko-hrvatskog sukoba u dolini Lašve, Kordić je osuđen na 25 godina zatvora
za sljedeća kaznena djela:
- Protupravni napad na civile; protupravni napad na civilne objekte; bezobzirno razaranje koje nije opravdano vojnom nuždom; pljačkanje javne ili privatne imovine; uništavanje ili hotimično oštećivanje vjerskih ili obrazovnih ustanova (kršenja zakona ili običaja ratovanja)
- Hotimično lišavanje života; nečovječno postupanje; protupravno zatvaranje civila (teška kršenja Ženevskih konvencija)
- Progoni na političkoj, rasnoj ili vjerskoj osnovi; ubojstvo; nehumana djela; zatvaranje (zločin protiv čovječnosti)

Hrvatska se vlada obvezala da će mu plaćati obranu te ostalima, a obitelj mu uzdržavati. Dolaskom Račanove koalicijske vlasti ukinuta je svaka pomoć njemu i obitelji. Ništa se nije promijenilo ni dolaskom Sanaderove koalicijske vlasti, dok su obje vlade plaćali njegovom suokrivljeniku Blaškiću obranu i uzdržavanje. Neki su komentari ukazivali na političke motive tretmana tih hrvatskih vlada prema Blaškiću, koju je svoju obranu temeljio na postojanju paralelne linije zapovijedanja, koja je uz onu javnu koja je išla vojnim kanalima (i u kojoj se liniji kao vojni zapovjednik nalazio T. Blaškić) išla stranačkim kanalima, u kojima se nalazio vođa bosanskohercegovačkog HDZ-a Dario Kordić, te predsjednik HDZ-a u Hrvatskoj Franjo Tuđman. U vremenu između nepravomoćne i pravomoćne presude, Kordiću je dokinuto osam točaka optužnice od dvadeset i jedne, no kazna je ostala ista.
Krajem veljače 2001. Haaški sud proglasio je Kordića krivim i osudio ga pravomoćno na 25 godina zatvora. Od 2006. nalazi se u zatvoru Karlaua u austrijskom gradu Grazu. Obitelj Darija Kordića optuživala je hrvatski državni vrh za skrivanje dokaza, posebice tadašnjeg predsjednika Republike Hrvatske Stjepana Mesića.

### Kritika Kordićevog suđenja
Presuda Dariju Kordiću od 25 godina zatvora veća je od presuda Momčilu Krajišniku, predsjedniku Narodne skupštine Republike Srpske i Mili Mrkšiću za Ovčaru, te mnogo veća od presude Veselinu Šljivančaninu, također za Ovčaru. Zbog svega toga kritičari smatraju da je s obzirom na težinu optužbi što se Kordiću stavljaju na teret i oskudnosti dokaza, presuda Haaškoga suda paradoksalna. Čitava presuda temelji se na iskazu svjedoka, čiji je identitet zaštićen. Prema tome svjedočenju, Kordić je bio nazočan na sastanku političara koji su odobrili napad 16. travnja 1993., što je rezultiralo zločinom u Lašvanskoj dolini. Jedina poznata činjenica je da je Kordić bio nazočan, no ne znamo što je govorio i kako je tamo dospio jer se to događalo u okruženom Kiseljaku. Kiseljak je još od siječnja 1993., bio izvan kontakta s Lašvanskom dolinom.
Kordićeva je presuda bila pravna podloga za sljedeću optužnicu, hercegbosanskoj šestorci (Prlić, Stojić, Praljak, Petković, Ćorić i Pušić), za udruženi zločinački pothvat pod vodstvom Franje Tuđmana s ciljem pripajanja Herceg-Bosne, Hrvatskoj. Kritičari presude izražavaju sumnju o pravnoj utemeljenosti Kordićeve presude, te da je Haaškom sudu, odnosno međunarodnoj zajednici, bila potrebna visoka presuda za političku odgovornost kako bi se mogla podići optužnica za udruženi zločinački pothvat na čelu s Franjom Tuđmanom, u cilju stvaranja Velike Hrvatske.

## Izlazak iz zatvora
Nakon što je odslužio dvije trećine svoje kazne, Dario Kordić je pušten iz zatvora, te je 6. lipnja 2014. sletio u zagrebačku zračnu luku. Tamo ga je dočekalo dvjestotinjak pristaša, njegova obitelj i prijatelji među kojima je bilo mnogo pripadnika političke elite devedesetih (Zvonimir Šeparović, Zdravko Tomac, Ivić Pašalić, Mladen Pavković, Anto Kovačević), kao i sisački biskup Vlado Košić. Na dočeku je Zoran Ivančić prozvao Kordića sotonom i ubojicom, nakon čega je napadnut te su mu nanesene ozljede, međutim, policija je pravovremeno  spriječila daljnje napade.
Knjigu Dario Kordić (2012.) objavio je novinar i publicist Mladen Pavković u suradnji s Miroslavom Piplicom. 
2019. godine, Kordić ostaje prisutan u javnom prostoru, te drži predavanja o svojem životnom putu, uz raznolika reagiranja javnosti.

## Odlikovanja i počasti
Kordić je počasni građanin Brčko distrikta, tu počast dobio je u studenome 1995. koju mu je dala tadašnja općina Ravne Brčko.
Odlikovanja
| vrpca   | odlikovanje                    | dan odlikovanja   |
| ------- | ------------------------------ | ----------------- |
|         | Red kneza Branimira s ogrlicom | 28. svibnja 1995. |
|         | Red Nikole Šubića Zrinskog     | 28. svibnja 1995. |
|         | Red Ante Starčevića            | 28. svibnja 1995. |
| izvori: |                                |                   |